# Нібюль
Нібюль (нім. Niebüll) — місто в Німеччині, розташоване в землі Шлезвіг-Гольштейн. Входить до складу району Північна Фризія. Складова частина об'єднання громад Зюдтондерн.
Площа — 30,63 км2. Населення становить 10 089 ос. (станом на 31 грудня 2020).

## Історія
У 1920—1970 роках був адміністративним центром повіту Південний Тондерн Шлезвіг-Гольштейнської провінції (з 1946 — землі).

## Галерея

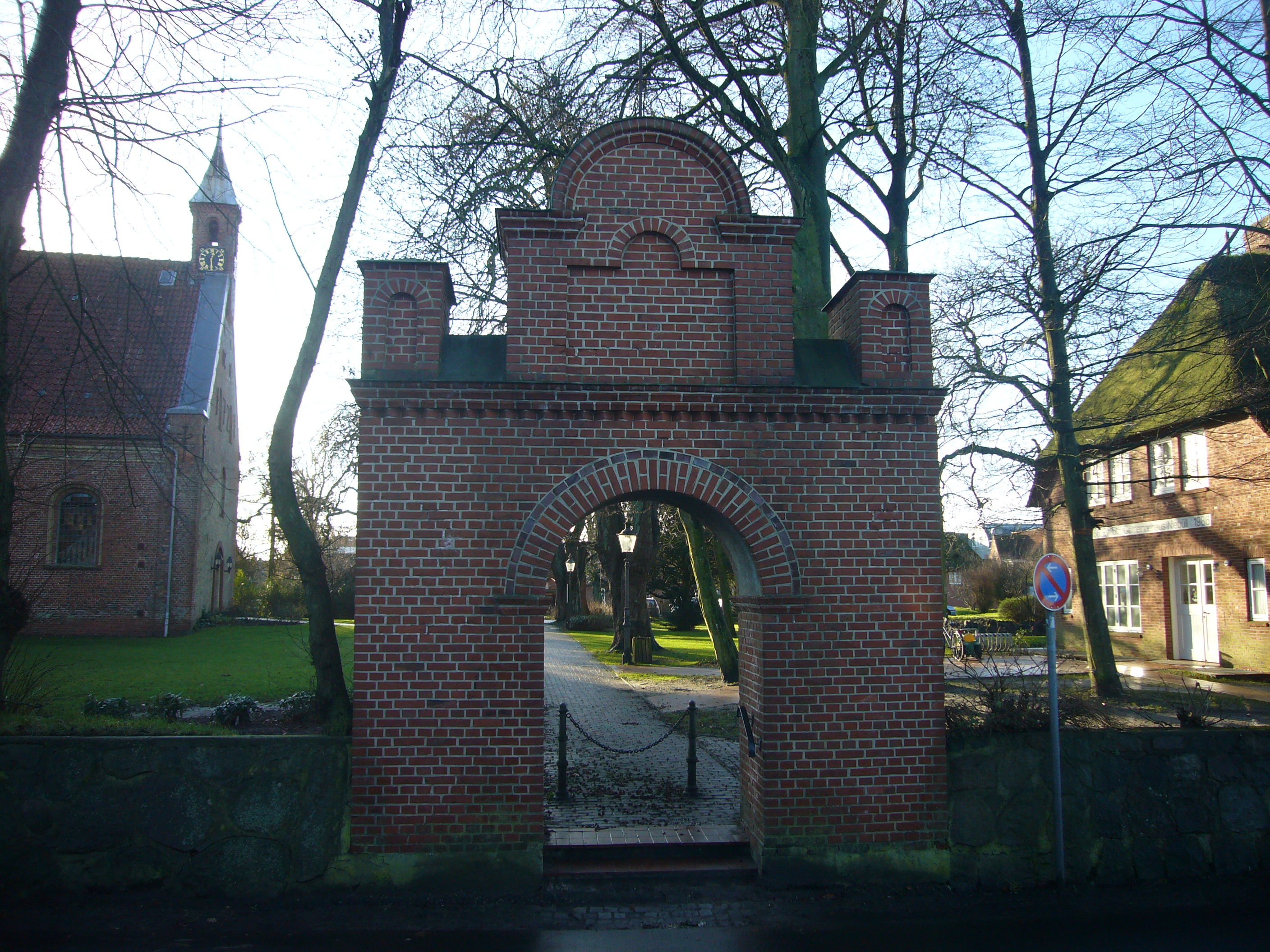
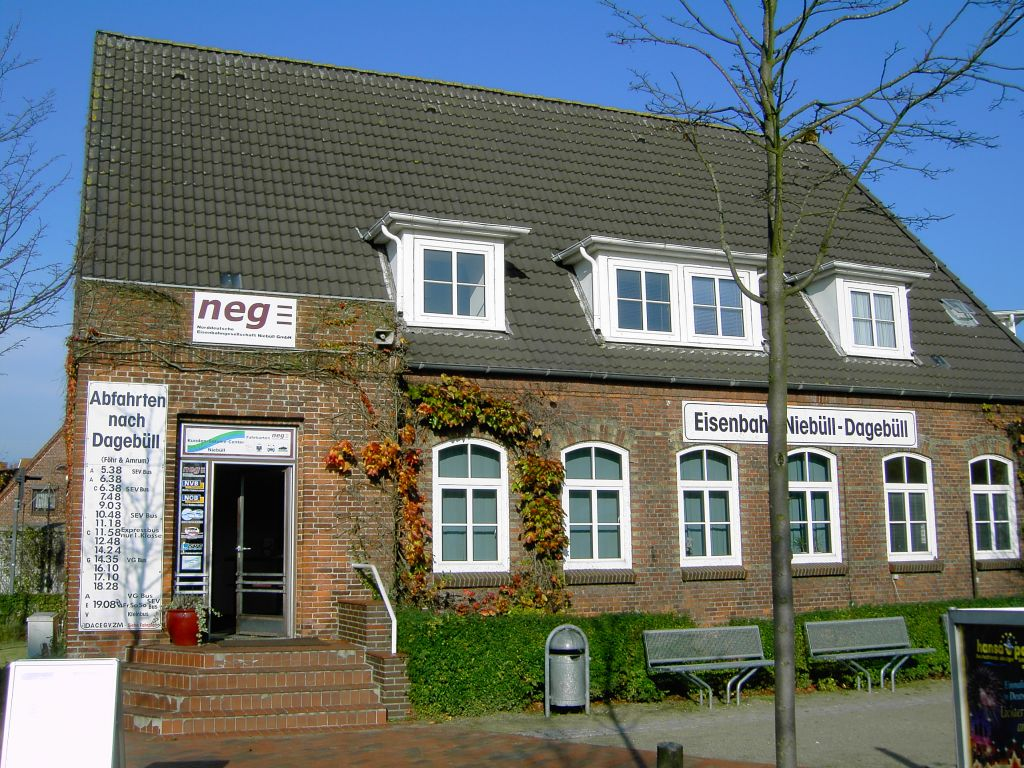
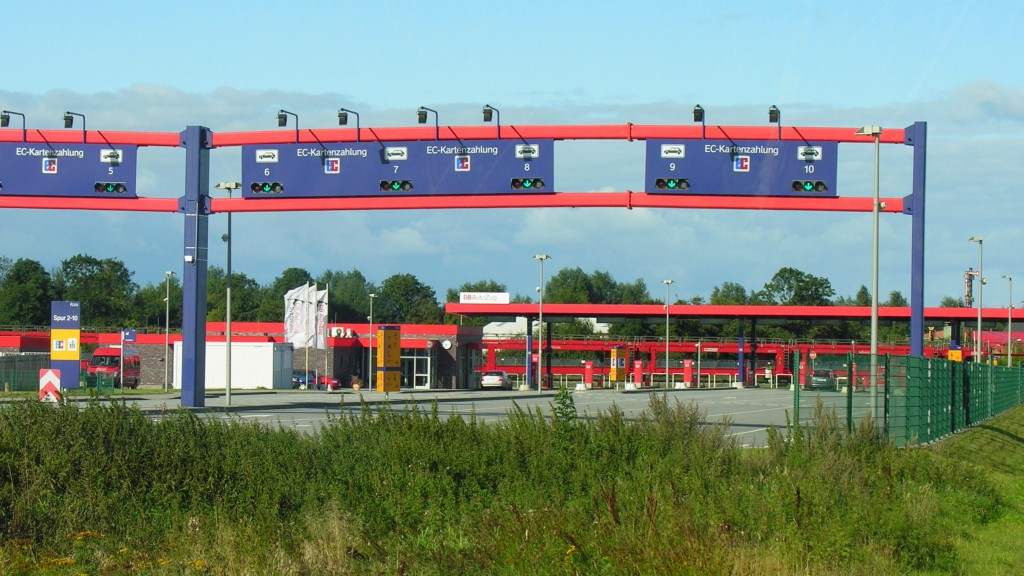